# Luftangriff auf Hanau am 6. Januar 1945
Der Luftangriff auf Hanau am 6. Januar 1945 war ein Großangriff auf die Stadt Hanau im Zweiten Weltkrieg. Die Flugzeuge des Royal Air Force (RAF) Bomber Command zerstörten bei dem Luftangriff auch die mittelalterlich-frühneuzeitliche Altstadt vollständig.

## Angriff
Auf der Liste möglicher Ziele, die das „Combined Strategic Target Committee“ am 7. November 1944 zusammengestellt hatte, stand Hanau an 6. Stelle. Ziel der RAF war die systematische Zerstörung ziviler Flächenziele. An dem Angriff waren 474 Flugzeuge beteiligt. Der Bomberverband näherte sich Hanau über Cochem, Siegen, Gießen und Fulda.
Fliegeralarm wurde um 18:30 Uhr ausgelöst, der Angriff erfolgte von 18:50–19:27 Uhr. Hauptziele waren die Innenstadt und der Hauptbahnhof. Aufgrund schlechter Sicht kam es schon beim Anflug auf Hanau zum Zusammenstoß zweier Handley Page Halifax, die bei Dillenburg abstürzten. Da die Wolkendecke geschlossen war, hatten die Flugzeugbesatzungen keine Sicht auf das Ziel und ein erheblicher Teil der Bomben traf nicht, sondern ging z. B. in Wachenbuchen und Mittelbuchen (heute: Hanau-Mittelbuchen) nieder. Auch dort waren die Zerstörungen erheblich. Bis heute sind in den Wäldern westlich von Hanau – heute überwucherte – Bombentrichter zu erkennen. Die Abwehr der Flak war mäßig, mehrere deutsche Nachtjäger griffen den britischen Verband an.

### Innenstadt
Zehn vorausfliegende De Havilland Mosquito der No. 8 Group markierten zwischen 18:52 und 19:03 Uhr mit grünen und roten Leuchtbomben (sogenannten „Christbäumen“) das Zielgebiet, die Hanauer Innenstadt. Die Markierungen verschwanden jedoch schnell in den Wolken, sodass insgesamt 47 Bomber vom Typ Avro Lancaster der No. 8 Group das Zielgebiet deshalb mit „Himmelsmarkierungen“, Leuchtkörpern, die an Fallschirmen relativ langsam über dem Zielgebiet absanken markierten. Auch warfen sie erste Sprengbomben. Ihnen folgte der „Bomberstrom“: 304 Halifax, 57 Lancaster und 5 Mosquito warfen von 19:00 bis 19:19 Uhr 581 Tonnen Sprengbomben und 829 Tonnen Brandbomben auf die Innenstadt.

### Hauptbahnhof
Eine zweite, parallele Angriffswelle zielte auf den Hauptbahnhof: 3 Mosquito der No. 8 Group markierten zwischen 19:10 und 19:13 Uhr das Zielgebiet. Es folgten 48 oder 49 Lancaster der No. 1 Group. Sie warfen zwischen 19:14 und 19:24 Uhr 222 Tonnen Sprengbomben und 25 Tonnen Brandbomben auf die Bahnanlagen. Hauptangriffsziel war dabei das Gleisfeld des Güterbahnhofs.

### Fazit
Insgesamt wurden 800 Tonnen Sprengbomben, 470.000 Stabbrandbomben (846 Tonnen) und 63 Zielmarkierungsbomben (7 Tonnen) abgeworfen. Dies war der zweitschwerste Luftangriff auf Hanau während des Zweiten Weltkriegs. Der schwerste war der Luftangriff auf Hanau am 19. März 1945.

## Opfer und Zerstörungen
150 Menschen starben. Die Altstadt von Hanau, die damals überwiegend aus leicht brennbaren Fachwerkgebäuden bestand, brannte fast vollständig ab. Aber auch die Neustadt erlitt flächendeckend Schäden. Zahlreiche Kulturdenkmäler wurden zerstört oder stark beschädigt, darunter das Stadtschloss einschließlich der Stadthalle, die Alte Münze, das Zeughaus, das Stadttheater, die „Infanterie-Kaserne“ (heute: Behördenhaus) und die evangelische Kirche in Mittelbuchen wurden zerstört. Die zurückfliegenden Bomber konnten den Feuerschein des brennenden Hanau noch aus einer Entfernung von 120 km sehen.
Vier Halifax- und zwei Lancaster gingen bei dem Angriff verloren. Zwei der Maschinen stürzten in der Gemarkung des Hanau benachbarten Großauheim, einer wohl in der Gemarkung Hanau ab.